# Lynge Sogn (Sorø Kommune)
Lynge Sogn 
ist eine Kirchspielsgemeinde (dän.: Sogn)
auf der Insel Sjælland im südlichen Dänemark.
Bis 1970 gehörte sie zur Harde Alsted Herred im damaligen Sorø Amt, danach zur Sorø Kommune im Vestsjællands Amt, die im Zuge der  Kommunalreform zum 1. Januar 2007 in der „neuen“ Sorø Kommune in der Region Sjælland aufgegangen ist.

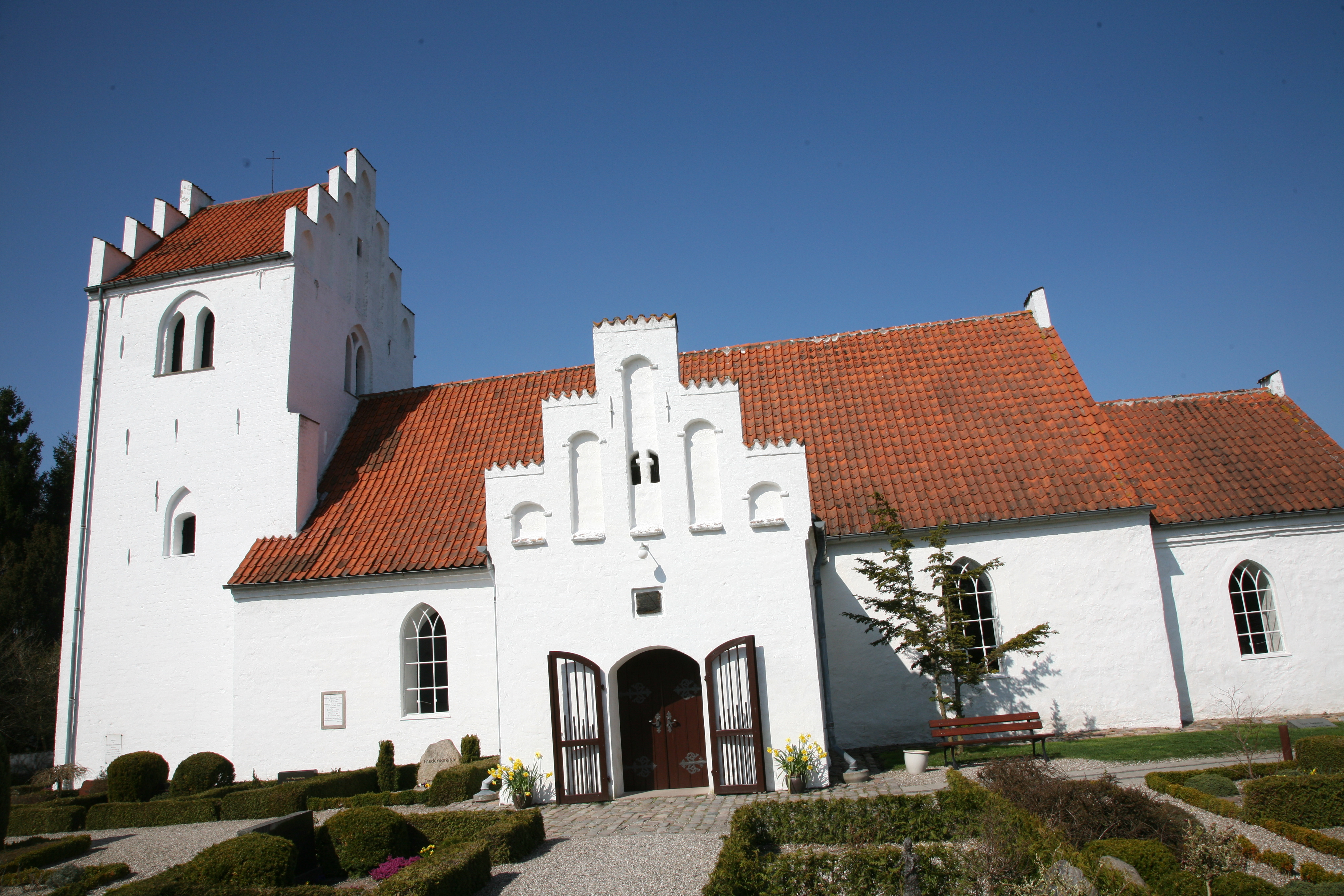
Lynge kirke

Im Kirchspiel leben 4970 Einwohner, davon 230 im Kirchdorf. Ebenfalls im Lynge Sogn liegt Frederiksberg mit 3928 Einwohnern (Stand: 1. Januar 2023).
Im Kirchspiel liegt die Kirche „Lynge Kirke“.
Nachbargemeinden sind im Norden Pedersborg Sogn und Sorø Sogn, im Nordosten Slaglille Sogn und im Osten Vester Broby Sogn, ferner in der benachbarten Næstved Kommune im Südosten Næsby Sogn und im Süden Fuglebjerg-Tystrup-Haldagerlille Sogn und in der westlich benachbarten Slagelse Kommune im Südwesten Kirkerup Sogn, im Westen Sørbymagle Sogn und Antvorskov Sogn und im Nordwesten Ottestrup Sogn und Kindertofte Sogn.